# 南部軍
《南部軍》（：／ Nambugun）為1990年韓國戰爭電影，於1990年6月2日上映，片長158分鐘，由鄭智泳執導及監製，南電影製作公司出品、製作及發行，本片根據韓戰時期朝鮮游擊隊員李泰的同名自傳小說改編，安聖基、崔民秀、崔真實、李惠英主演。
本片是鄭智泳第一部極具爭議性的電影代表作，繼1955年的《稗牙谷》首次在銀幕上正面表現朝鮮游擊隊後，本片也取材朝鮮游擊隊的故事。本片並沒有把游擊隊員處理成「英雄人物」，只是在描寫「共產主義」和游擊隊員時更加注重人性，並帶有肯定的態度。儘管如此，以當代知識分子的觀點看待，影片中對游擊隊員的刻畫過分偏重於個人傾向，給民眾以非主體形象化的感覺而受到批判。1987年6月後，韓國社會已經發生了巨大的變化，《南部軍》這樣曾經被看做敏感的題材也漸漸重見天日。經過社會變革洗禮的新一代知識分子成長起來，而其中鄭智泳成為當時韓國電影界的代表人物，並首次拍攝了這部具有社會歷史意義的電影作品，本片在韓國上映後共有32萬入場人次，亦奠定鄭智泳日後在韓國影壇上的地位。
本片是已故韓國女星崔真實的電影處女作。
本片在2020年由韓國電影資料館以4K技術進行數碼修復，其後於同年9月14日在韓國推出藍光光碟。

## 劇情介紹
在韓戰中，朝鮮人民軍短暫佔領下的全州，美軍在仁川登陸後，美韓聯軍的強烈攻勢下，朝鮮人民軍全面向北撤退，朝鮮中央通訊社記者李泰和同事奉上級命令被分配到葉雲山一帶的朝鮮游擊隊基地「老鷹旅」。李泰被任命為戰鬥部隊小隊長，帶領金英等隊員展開游擊活動。這裡匯集了原游擊隊殘部、掉隊的朝鮮士兵和對李承晚政權不滿而投奔到山中的韓國社會各階層人士。
游擊隊一直在山區行軍，但在通過公路時，被一名韓國國軍偵察兵發現，為了不必要的麻煩，游擊隊只好擊斃他，但是卻引來了更大批的敵軍，這時幸好有一支撤退中的朝鮮人民軍經過，才反敗為勝，李泰在戰鬥中受傷，在村中養傷時和大部隊分散，他和照顧自己的隨隊護士朴敏子在山中躲藏，兩人逐漸相愛。
1950年11月，受到討伐軍的威脅，李泰和朴敏子一起出逃。但是苦難結束後，李泰和大部隊會合，卻接到新的命令，不得不和愛人分開。李泰受命從事戰時政治宣傳的任務。
李泰後來被調到了總部所在地火夢山，在這裡度過了他游擊生涯中最奢侈的一段日子。和他以前的同事們重逢，辦理軍中報紙。然而他還時刻關心著自己的愛人的命運，同時也在想法子找到金英的愛人，給她帶口信，但好景不常，總部不久遭到韓國國軍的圍剿，李泰為了尋找愛人突圍出去追隨撤退的後勤部隊，可惜最後也跟愛人失散了。
1951年5月，美韓聯軍和中朝軍隊已經在三八線附近僵持下來，轉入陣地戰，李泰所在的部隊在聯軍戰線後方，作為支援前線的第二戰線而堅持著，然而軍中開始流傳疾病。游擊隊員們都衣不蔽體，只能靠吃植物、吸樹汁為生。為了生存，游擊隊員們開始前往南方，參加南朝鮮勞動黨獨立領導的南部軍，獨自進行南部解放戰爭。
李泰和金英被分到了南部軍不同的部隊，在這裡他遇到了豪爽的女游擊隊長金喜淑。南部軍隨即開始了活躍的軍事活動，李泰跟隨部隊攻打韓國國軍駐守的村莊，雖然突襲成功，但游擊隊在攻堅戰中傷亡慘重，不過韓國國軍成功達到切斷游擊隊和居民的聯繫，孤立游擊隊的目的。
1951年6月，李泰從屬於南部軍麾下，展開大量軍事活動。不久之後冬季到來，事實上亦宣告了朝鮮游擊隊末日的到來。冬季的韓國群山，白雪皚皚，沒有一點可以補充的糧草，但游擊隊卻沒意識到自己的處境，還把大部隊集中起來過冬，結果在韓國國軍的圍剿下傷亡慘重，戰果累累的南部軍於1951年底遭遇大規模討伐軍的威脅，開始困難重重的大撤退。
在撤退途中，李泰意外失足滾下山坡，金喜淑為救失足滾下山坡的李泰而被前來圍剿的討伐軍射殺，而李泰僥倖在風雪中突圍，但是和大部隊失去聯絡，幸好巧遇戰友金英，後來又遇上了一對戰地戀人。四人在山上撿到了韓國空軍戰機散發的傳單：憑傳單投降可以赦免。那對戰地戀人實在堅持不住，偷偷離開告發了兩人，金英在逃亡途中不慎失足墮落山下被討伐軍逮捕，但是李泰又幸運地逃脫了。之後他跋山涉水，忍受嚴寒的天氣，只為了回到指定的會合地點，期間，李泰曾經想舉槍自盡，突然，他看見附近的一棵樹上有游擊隊員留下前往會合地點的標記，所以最後也放棄了自殺的念頭，最終他千辛萬苦到達指定的會合地點時，卻發現其他游擊隊員早已被討伐軍射殺，這時的他才真正絕望，倒在地上大哭起來⋯
1952年3月，李泰最終被討伐軍逮捕，後來投降並歸化韓國籍，於80年代末將自己在韓戰時期於朝鮮游擊隊的日子撰寫成自傳小說。

## 演員陣容
- 安聖基 飾 李　泰（朝鲜语：이태 (1922년)）
- 崔民秀 飾 金　英
- 崔真實 飾 朴敏子
- 李惠英 飾 金喜淑
- 姜泰基（朝鲜语：강태기） 飾 崔排長
- Twist Kim（朝鲜语：트위스트 김） 飾 黃大用
- 趙炯基 飾 孟　奉
- 獨孤永宰 飾 李奉覺
- 申允廷（朝鲜语：신윤정 (1970년)） 飾 白羅里
- 許起虎（朝鲜语：허기호） 飾 金錦一

## 獎項
| - 第11屆青龍電影獎（1990年） - 「最佳電影獎」 - 「最佳女配角獎」：李惠英 - 「最佳女配角獎」：崔真實 | - 第11屆青龍電影獎（1990年） - 「最佳導演獎」：鄭智泳 - 「最佳男主角獎」：安聖基 - 「最佳男配角獎」：崔民秀 - 「最佳女新人獎」：崔真實 - 第1屆春史電影獎（1990年） - 「最佳導演獎」：鄭智泳 - 「最佳男主角獎」：安聖基 - 「最佳女新人獎」：崔真實 - 「最佳攝影獎」：劉永吉 - 「最佳剪接獎」：金 賢 - 「最佳音樂獎」：申柄夏 - 「技術獎」：金耕一、李榮吉（錄音） |

## 外部連結
- 互联网电影数据库（IMDb）上《南部軍》的资料（英文）
- 韩国电影数据库（KMDb）上《南部軍》的資料